# Solhøgdene
Die Solhøgdene (norwegisch für Sonnenhöhen) sind ein Gebirgszug im ostantarktischen Königin-Maud-Land. Sie liegen 1,5 km östlich des Mentzelbergs und überragen die Nordflanke des Asimutbreen im östlichen Teil des Otto-von-Gruber-Gebirges im Wohlthatmassiv.
Entdeckt und anhand von Luftaufnahmen kartiert wurden sie von Teilnehmern der Deutschen Antarktischen Expedition 1938/39 unter der Leitung des Polarforschers Alfred Ritscher. Eine neuerliche Kartierung anhand weiterer Luftaufnahmen und Vermessungen sowie die Benennung erfolgte bei der Dritten Norwegischen Antarktisexpedition (1956–1960).